# 우동 나라의 황금색 털뭉치
우동 나라의 황금색 털뭉치(うどんの国の金色毛鞠)는 시노마루 노도카의 일본 만화이다. 신쵸샤의 잡지 "월간 코믹 번치"에서 2012년 8월부터 연재를 시작했고 단행본은 7권이 나왔다. 라이덴 필름이 제작한 텔레비전 애니메이션은 2016년 10월 9일부터 방영이 시작되었다.

## 등장인물
타와라 쇼우타(俵 宗太)
성우 - 나카무라 유이치
작품의 주인공이자 우동집 아들. 우동 현에서 태어나고 자랐으나 도쿄에서 웹 디자이너로서 따분한 일상을 지내고 있었다. 고향으로 돌아와서 더 이상 하지 않는 우동집으로 돌아와서 포코라는 소년이 숨어 있는 것을 확인한다.
포코(ポコ)
성우 - 코키도 시호
소년처럼 보이지만 사실은 너구리다. 우동집에 숨어 있던 것을 발견한 쇼우타가 돌보고 있다.
나카지마 시노부(中島 忍)
성우 - 스기타 토모카즈
오이시 린코(大石 凛子)
성우 - 나카하라 마이
후지야마 슌스케(藤山 俊亮)
성우 - 후쿠야마 준
후지야마 사에(藤山 紗枝)
성우 - 하나자와 카나
마나베 마이(真鍋 舞)
성우 - 미나구치 유코
타나카 노조미(田中 のぞみ)
성우 - 혼도 카에데
마이의 딸.
가오가오쨩(ガオガオちゃん)
성우 - 쿠로다 타카야
미미(ミミ)
성우 - 마키노 유이
{모모(モモ)
성우 - 코키도 시호

## 만화
원작 만화는 시노마루 노도카가 썼으며 신쵸사의 '월간 코믹 번치'에서 2012년 8월부터 연재되었다. 단행본은 2016년 3월 기준으로 '번치 코믹스' 레이블 하에서 신쵸사에서 총 7권을 발매했다.

## 애니메이션
원작 만화에 기반한 텔레비전 애니메이션은 총 12화 분량으로 2016년 10월부터 12월까지 방영되었다. 애니메이션은 Liden Films가 제작했다. 감독은 이바타 요시히데, 각본은 타카하시 마츠코, 캐릭터 디자인은 이토 에리코, 음악은 하시모토 유카리이다. 2016년 10월 9일부터 닛폰 TV에서, 뒤이어 니시닛폰 방송에서 2016년 10월 16일부터 방영이 시작되었다.